# New Lanark
New Lanark är ett litet samhälle i South Lanarkshire, södra Skottland, cirka 2,2 km från Lanark. New Lanark grundades 1786 av David Dale. Samhället blev sedermera känt för att Robert Owen drev en textilfabrik här i slutet av 1700-talet och början av 1800-talet. År 2001 fick New Lanark världsarvsstatus.

## Historik
New Lanarks bomullsfabrik grundades 1786 av David Dale. Dale tillhörde de förmögna borgare (Burgher Gentry) i Glasgow som hade en plats att dra sig tillbaka under sommaren, en gård i Rosebank i Cambuslang, inte långt från Falls of Clyde, som har blivit avmålade av J. M. W. Turner och många andra konstnärer.
Dale sålde bruket, marken och samhället i början av 1800-talet för 60 000 pund, utbetalat över en tjugoårsperiod, till ett kompanjonskap, som inkluderade hans svärson Robert Owen. Owen var en industrialist som fortsatte sin svärfars filantropiska förhållningssätt till industriellt arbete och följaktligen blev en starkt drivande kraft för sociala reformer. New Lanark, med sina social- och välfärdsprogram, symboliserade hans version av utopisk socialism (se även owenism).
New Lanarks bruk var beroende av vattenkraft. En damm byggdes på Clyde ovanför New Lanark och vattnet leddes av för att ge kraft till maskinerna på bruket. Vattnet gick först genom en tunnel, därefter genom en öppen kanal kallad "the lade". Den leddes sedan till ett antal vattenhjul till varje fabriksbyggnad. Först 1929 ersattes det sista vattenhjulet med en vattenturbin. Vattenkraften används än idag i New Lanark. En ny turbin har installerats i Mill Number Three för att förse byns turistområde med el.
På Owens tid bodde omkring 2 500 personer i New Lanark, många kom från fattighus i Glasgow och Edinburgh. Trots att bruket inte på långa vägar var det sämsta, konstaterade Owen att förhållandena var otillfredsställande och beslöt att förbättra arbetarnas villkor. Han ägnade särskild uppmärksamhet för de cirka 500 barn som bodde och arbetade vid bruket och öppnade den första förskolan i Storbritannien 1816.
Bruket blomstrade kommersiellt, men Owens kompanjoner ogillade de extra kostnaderna som uppstod genom hans välfärdsprogram. Ovillig att låta bruket återgå till gamla dagars drift, löste han ut dem.
Åren 1816 respektive 1817 inrättades småbarnsskolan Institution for the Formation of Character respektive grundskolan New Lanark School.
New Lanark hyllades runt om i Europa; många ledande kungligheter, statsmän och reformister besökte bruket. De blev förvånade över att finna en ren, hälsosam industriell miljö med en nöjd, aktiv arbetskraft och en välmående, lönsam verksamhet på en och samma gång. Owens filosofi stod i motsats till den samtida synen, men han kunde visa att det inte var nödvändigt för ett industriföretag att behandla sina arbetare dåligt för att vara lönsamt. Owen kunde visa besökare samhällets utmärkta bostäder och bekvämligheter, och kontona som visade brukets lönsamhet.
Förutom att bruket har kopplingar till reformer, socialism och välfärd är det också representativt för den industriella revolutionen som inleddes i Storbritannien på 1700- och 1800-talen och som fundamentalt förändrade världen.
År 1825 lämnades kontrollen över New Lanark över till släkten Walker. Dessa drev samhället vidare fram till 1881, då det såldes till Birkmyre och Sommerville. De och deras efterföljande företag behöll kontrollen tills bruket stängdes 1968.
Efter att det stängts började folk flytta från samhället och byggnaderna började förfalla. År 1963 bildades New Lanark Association (NLA) som en bostadsrättsförening och påbörjade restaurering av Caithness Row och Nursery Buildings. På 1970-talet såldes bruket samt andra industriella byggnader och hus som använts av Dale och Owen till Metal Extractions Limited, ett metallskrotsföretag. År 1974 grundades New Lanark Conservation Trust (NLCT) för att förhindra rivning av samhället. Bruket och andra byggnader köptes 1983 genom expropriering av Metal Extraction. Dessa sköts idag av NLCT (som numera heter New Lanark Trust (NLT). År 2005 hade de flesta byggnader restaurerats och samhället har sedan dess varit ett stort besöksmål.

## Bildgalleri

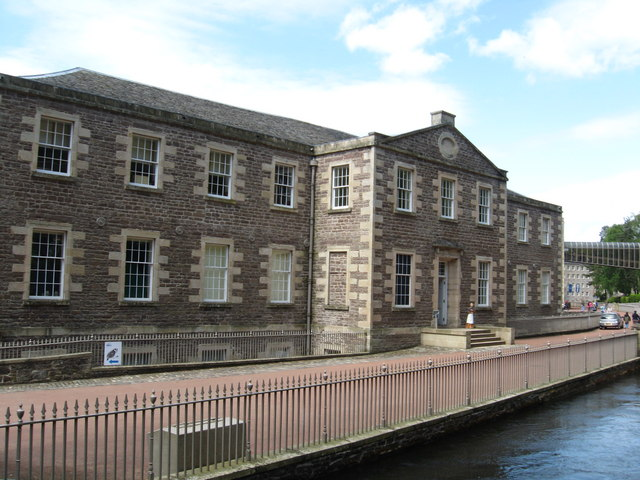
New Lanark School
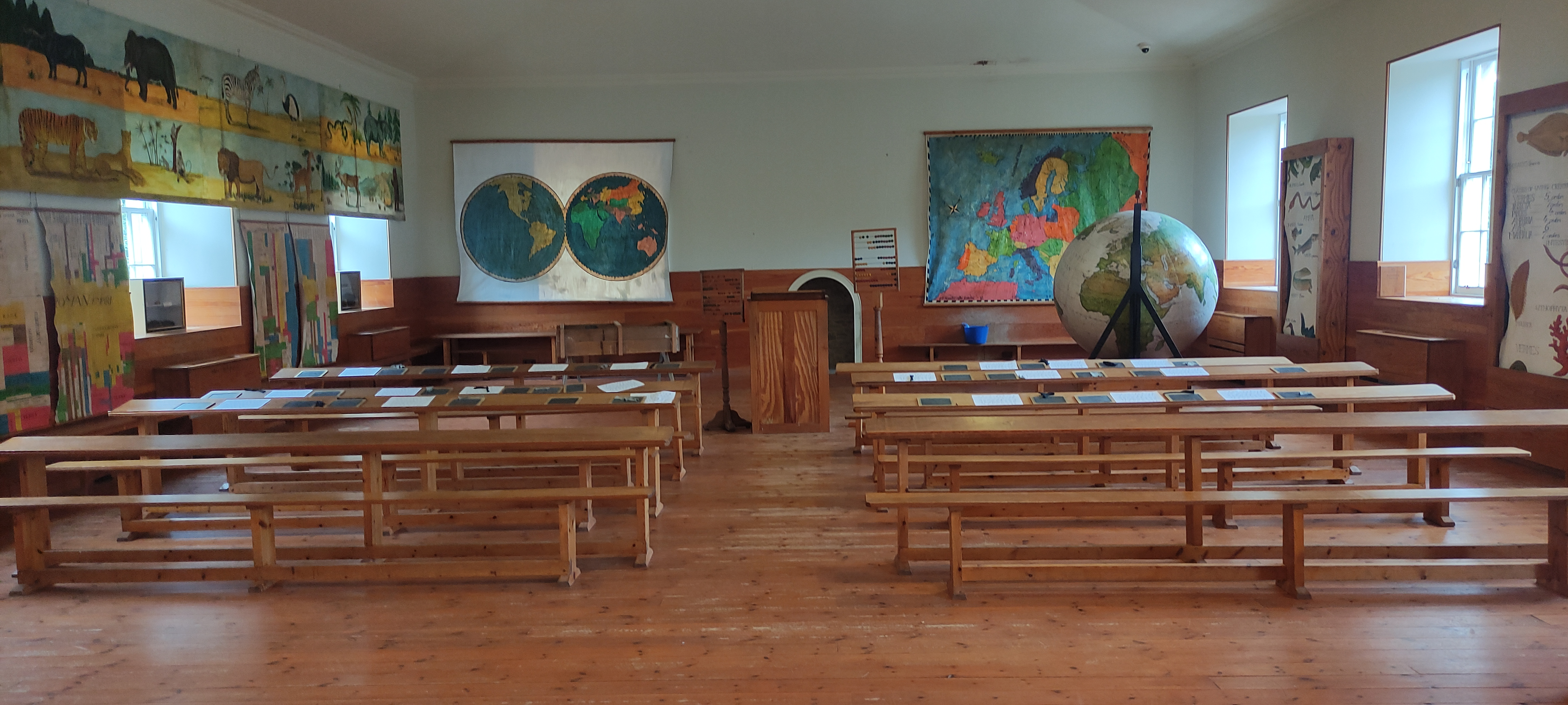
Klassrum i New Lanark School
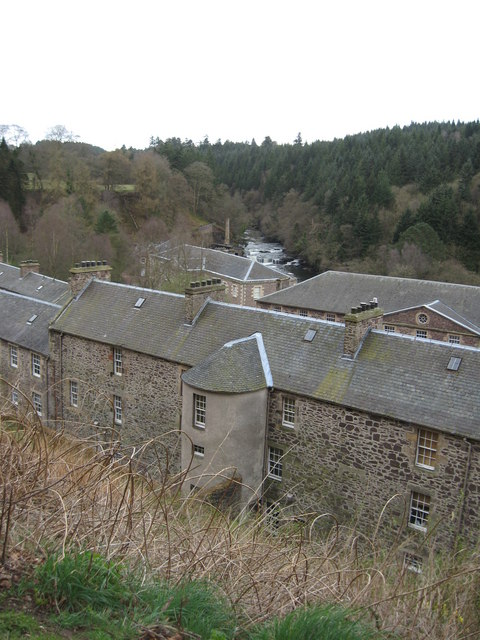
Bostadshus
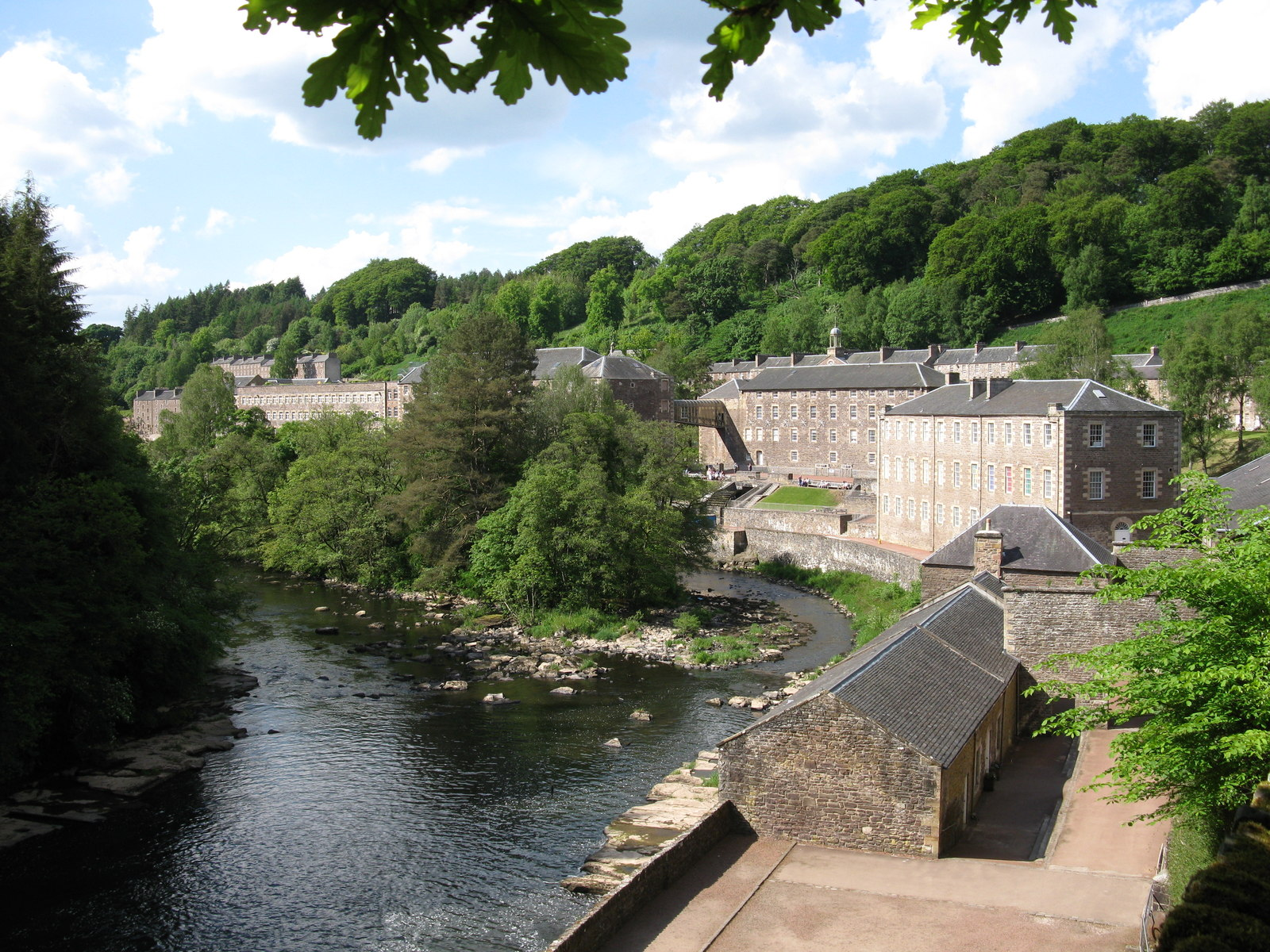
Vy med floden Clyde